# Jean-Pierre Thomin
 (avril 2025).
Si vous disposez d'ouvrages ou d'articles de référence ou si vous connaissez des sites web de qualité traitant du thème abordé ici, merci de compléter l'article en donnant les références utiles à sa vérifiabilité et en les liant à la section « Notes et références ».
Pour les articles homonymes, voir Thomin.
Jean-Pierre Thomin, né en février 1949 à Landerneau (Finistère), est un homme politique français.
Il est maire de Landerneau de 1989 à 2008.
Il est l'un des principaux membres influents du PS favorables à la langue bretonne réunis au sein du BREIS.
Il a été membre du Bleun-Brug et des Cahiers du Bleun-Brug, et reste attaché à l'écriture dite « universitaire », bien que ultra minoritaire dans l'enseignement, et à un breton "populaire", bien enraciné. Il est également un des fondateurs du Festival Kann Al Loar qui se déroule à Landerneau depuis 1987.
Il a récemment entrepris des recherches universitaires, sur le commerce maritime au XVIIIe siècle à Landerneau, qui l'ont conduit à un Master II obtenu en juin 2011 à l'UBO à Brest. Il est docteur en histoire, pour sa thèse "Du commerce maritime à l'industrie (1660-1845). L'élite négociante de Landerneau face aux défis", soutenue en décembre 2016 à Brest. Il est membre du Centre de Recherches Bretonnes et Celtiques (CRBC).
Parallèlement, il a repris des engagements associatifs, en devenant président de Brudañ ha Skignañ (réseau de radios en breton et bilingues) et président de Kanomp Breizh, fédération des chorales en langue bretonne. Il est vice-président du Conseil Culturel de Bretagne.

## Biographie

### Enfance et formation
Il est né en 1949.

### Carrière

#### Élections municipales
Pour la première fois en 1977, six ans après l'édification du Parti socialiste d'Epinay auquel il adhère depuis 1973, il conduit la liste d'union de la gauche à Landerneau. Le scrutin majoritaire empêche la représentation de l'opposition au sein du conseil municipal. En 1983, la mise en place de la représentation proportionnelle pour les communes de plus de 3500 habitants permet à la gauche qu'il mène d'être entendue dans le conseil municipal.
Il est maire de Landerneau de 1989 à 2004.
En juin 1995, Jean-Pierre Thomin est conforté dans son siège de maire en recueillant dès le premier tour 51,35 % des suffrages autour de sa liste face à la liste menée par le RPR Emmanuel Cuiec.
En mars 2001, il se maintient, à l'issue d'une quadrangulaire incertaine au second tour, à la tête de la municipalité en l'emportant face à la liste de la divers-droite Lydie Gourlay, la liste des écologistes de Christophe Winckler et celle des alternatifs de gauche Gilles Maurice.
En mars 2008, malgré l'union de la gauche avec les alternatifs, et l'échec d'une possibilité d'alliance avec les "écologistes", il est battu par Patrick Leclerc.
Il démissionne du Conseil Municipal en décembre 2009.

#### Élections cantonales
Élu conseiller général du Finistère en juillet 1987, à la suite du décès du conseiller général, il est réélu l'année suivante. En mars 1994, obtenant 47,31 % des suffrages au second tour sur le canton, il perd son siège de conseiller général face au RPR Emmanuel Cuiec.

#### Élections régionales
Présent sur la liste de gauche aux élections régionales de 1986, il entre au Conseil Régional de Bretagne en octobre 1988, succédant à Bernard Poignant. Inscrit sur la liste socialiste en 1992, il retrouve un siège au Conseil régional en juillet 1997, succédant à Marylise Lebranchu.
Au scrutin de mars 1998, il est reconduit au Conseil Régional.
En 2004, il est de nouveau candidat aux élections régionales sur la liste menée par Jean-Yves Le Drian. Cette liste obtenant la majorité des suffrages au niveau régional, Jean-Pierre Thomin reste conseiller régional et entre à l'exécutif de la Région en devenant Président de la commission culture patrimoine et sports du Conseil Régional, délégué à la politique linguistique. Il a conduit l'élaboration du premier plan de politique linguistique, adopté à l'unanimité par le Conseil Régional le 14 décembre 2004 et sa mise en œuvre jusqu'à 2010.
En 2015, Jean-Pierre Thomin est candidat sur la liste Oui la Bretagne menée par Christian Troadec.

#### Élections législatives
En mai 1997, il parvient, pour la première fois après deux tentatives en 1988 et 1993, à mettre le député sortant Charles Miossec en ballotage.
En juin 2002, malgré la défaite du Parti socialiste à l'élection présidentielle, il est candidat du PS aux législatives face au conseiller général UMP de Plouescat Jacques Le Guen. Battu dès le premier tour, il obtient néanmoins son plus haut score pour un premier tour aux législatives avec 30,94 % des suffrages.
En 2006, la fédération socialiste ayant réservé la 5e circonscription dans la perspective des élections législatives de 2007 à une femme, il n'est pas candidat. En revanche, il devient président du comité de soutien à la candidate Chantal Guittet.

#### Autres faits marquants
Jean-Pierre Thomin est un des fondateurs du festival celtique Kann Al Loar de Landerneau, qu'il a présidé de 1986 à 1992.
Il est le président de la chorale Hékléo.
En 2005, il est exclu du Parti socialiste pour cumul des mandats de maire et conseiller régional, ne respectant pas les règles imposées par la fédération finistérienne du PS. Ayant fait appel au niveau national, cette décision a été annulée par la Commission Nationale des Conflits "attendu que les dispositions particulières à la fédération départementale du Finistère outrepassaient les dispositions de la circulaire nationale 1323 du 17 juillet 2003 et que seule cette circulaire pouvait s'appliquer". Il est donc réintégré au Parti Socialiste.

#### Carrière universitaire
En 2025, il publie une thèse intitulée Du commerce maritime à l’industrie.

## Publications
- Association des Parents d'Elèves de l'École Ferdinand Buisson, texte: Jean-Pierre Thomin, École Ferdinand-Buisson Landerneau 1885-1985 un siècle d'histoire, Association des Parents d'Elèves de l'École Ferdinand Buisson - Club d'Histoire local de la Maison Pour Tous, Brud Nevez - Ar Skol Vrezoneg, Brest, 1985
- Jean-Pierre Thomin, La Landernéenne: 1887-1987 : 100 ans d'une sportive, Société sportive La Landernéenne - Club d'Histoire local de la Maison Pour Tous, Cloitre Imprimeur, Saint-Thonan, 1987, pas d'ISBN. Référence BN: FRBNF35443822
- Alain-Fournier, (Tr. gant Yann-Bêr Thomin), Meaulnes Veur, Ar Skol Vrezoneg - Emgleo Breiz, Brest, 2000,  (ISBN 2906373826)
- Yann-Bêr Thomin, Breiz war-raog, coll. Politikerez, Emgleo Breiz, Brest, 2007,  (ISBN 9782911210662)
- Jean-Pierre Thomin La fortune venait de la mer - Landerneau et le commerce maritime au temps de Barthélémy Kerroz, Emgleo Breiz, Brest, 2011,  (ISBN 9782359740400)
- en collaboration avec Alan Herve,Geriadurig ar Ganerien - Lexique des chanteurs, Embannaduriou Kanomp Breizh, Brest, 2018, (ISBN 978-2-9544946-4-7)
- Jean-Pierre Thomin, Du commerce maritime à l’industrie : Stratégies négociantes à Landerneau (1660-1845), Presses universitaires de Rennes, coll. « Histoire », 2025 (ISBN 978-2-7535-2536-8, lire en ligne)

### Liens
- Notices d'autorité :   - VIAF
  - ISNI
  - BnF (données)
  - IdRef
  - LCCN
  - GND
  - WorldCat
- Portrait radiophonique de Jean-Pierre Thomin : réflexions sur son engagement en politique (2012).